# 디온 바스코
디온 바스코(Dion Basco, 1977년 1월 29일 ~ )는 미국의 배우이다.
피츠버그에서 태어났다. 단테이 바스코의 동생이며 엘라 제이 바스코의 삼촌이다.

## 출연 작품

### 영화
- 문워커 (1988)
- 레이싱 (1996, Race the Sun)
- 러브 앤 바스켓볼 (2000, Love & Basketball) - 대학생 역
- 다머 (2002)
- 바이커 보이즈 (2003)
- 애스크 더 더스트 (2006)
- Why Am I Doing This? (2009)
- Hang Loose (2012) - 디온 역
- Blood Ransom (2014) - 올리버 역
- Man Up (2015)
- 킬 존 (2018, Killing Joan)